# اندرو بوچان
اندرو بوچان (به انگلیسی: Andrew Buchan) (زاده ۱۹ فوریهٔ ۱۹۷۹) بازیگر انگلیسی است.
از فیلم‌های معروف او می‌توان به بازی در فیلم تمام پول‌های جهان اشاره کرد.